# New Haven County
New Haven County ist ein County im Bundesstaat Connecticut der Vereinigten Staaten. Die größte Stadt des Countys und traditioneller Sitz der Countyverwaltung (County Seat) ist New Haven, allerdings wurden in Connecticut alle lokalen Verwaltungsfunktionen auf die Gemeinden übertragen. In New Haven befindet sich auch die bekannte Yale University.

## Geographie
Das County hat eine Fläche von 2233 Quadratkilometern, wovon 664 Quadratkilometer Wasserfläche sind. Es grenzt im Uhrzeigersinn an folgende Countys: Hartford County, Middlesex County, Fairfield County und Litchfield County. Teile des New Haven Countys gehören zum 354 Hektar großen Stewart B. McKinney National Wildlife Refuge, einem Rastplatz für Vögel auf der Vogelflugroute Atlantic Flyway.

### Berge
Die wichtigsten Erhebung verlaufen entlang des Metacomet Ridge. Der höchste von ihnen ist der 225 m hohe Mount Carmel, der auch Sleeping Giant genannt wird und nach dem der Sleeping Giant State Park benannt ist, sowie der West Rock Ridge mit dem West Rock Ridge State Park und der East Rock.

## Geschichte
New Haven County war eines der vier Gründungscountys 1666.

### Historische Objekte
Auf 200 Grove Street in New Haven, befindet sich der Grove Street Cemetery (auch bekannt als New Haven City Burial Ground). Das Friedhofsareal wurde 1997 als historisches Denkmal vom National Historic Landmark und vom NRHP aufgenommen (NRHP 97000830).

## Demografische Daten

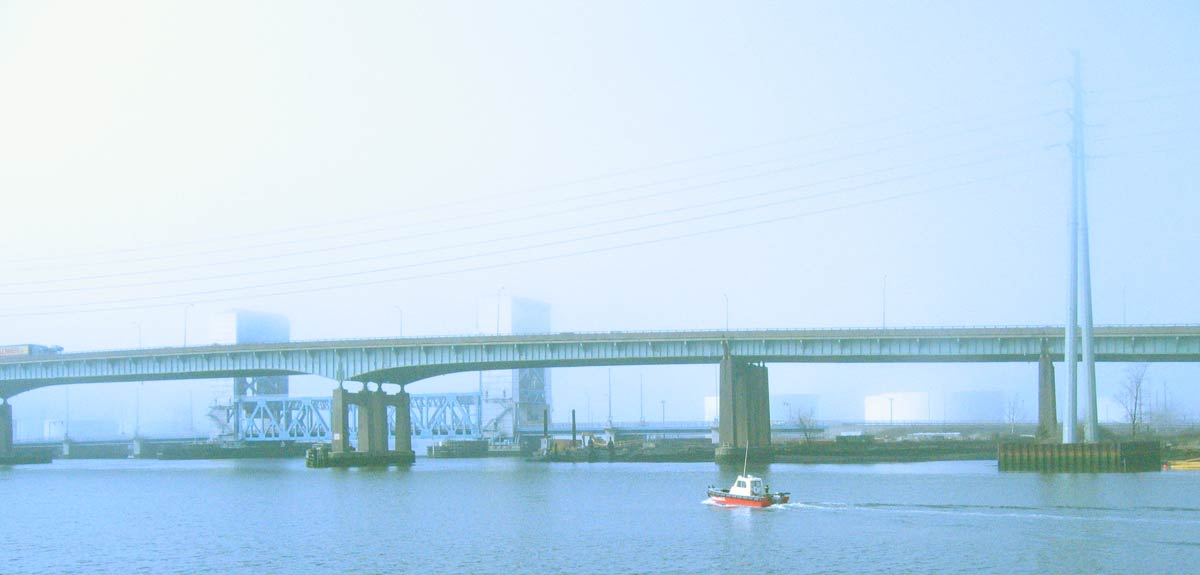
Die Pearl Harbor Memorial Bridge

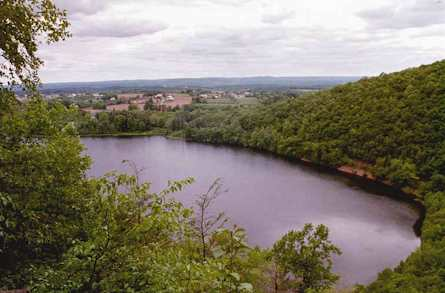
Der Pistapaug Pond vom Pistapaug Mountain gesehen

Nach der Volkszählung im Jahr 2000 lebten im County 824.008 Menschen. Es gab 319.040 Haushalte und 210.566 Familien. Die Bevölkerungsdichte betrug 525 Einwohner pro Quadratkilometer. Ethnisch betrachtet setzte sich die Bevölkerung zusammen aus 79,40 Prozent Weißen, 11,32 Prozent Afroamerikanern, 0,25 Prozent amerikanischen Ureinwohnern, 2,33 Prozent Asiaten, 0,04 Prozent Bewohnern aus dem pazifischen Inselraum und 4,51 Prozent aus anderen ethnischen Gruppen. 10,09 Prozent der Gesamtbevölkerung waren spanischer oder lateinamerikanischer Abstammung.
Von den 319.040 Haushalten hatten 31,2 Prozent Kinder und Jugendliche unter 18 Jahre, die bei ihnen lebten. 48,6 Prozent waren verheiratete, zusammenlebende Paare, 13,6 Prozent waren allein erziehende Mütter. 34,0 Prozent waren keine Familien. 28,2 Prozent waren Singlehaushalte und in 11,0 Prozent lebten Menschen im Alter von 65 Jahren oder darüber. Die Durchschnittshaushaltsgröße betrug 2,50 und die durchschnittliche Familiengröße lag bei 3,08 Personen.
Auf das gesamte County bezogen setzte sich die Bevölkerung zusammen aus 24,5 Prozent Einwohnern unter 18 Jahren, 8,7 Prozent zwischen 18 und 24 Jahren, 30,0 Prozent zwischen 25 und 44 Jahren, 22,4 Prozent zwischen 45 und 64 Jahren und 14,5 Prozent waren 65 Jahre alt oder darüber. Das Durchschnittsalter betrug 37 Jahre. Auf 100 weibliche Personen kamen 92,5 männliche Personen, auf 100 Frauen im Alter ab 18 Jahren kamen statistisch 88,7 Männer.
Das jährliche Durchschnittseinkommen eines Haushalts betrug 48.834 USD, das Durchschnittseinkommen der Familien betrug 60.549 USD. Männer hatten ein Durchschnittseinkommen von 43.643 USD, Frauen 32.001 USD. Das Prokopfeinkommen betrug 24.439 USD. 9,5 Prozent der Bevölkerung und 7,0 Prozent der Familien lebten unterhalb der Armutsgrenze. Darunter waren 13,0 Prozent der Bevölkerung unter 18 Jahren und 7,7 Prozent der Einwohner ab 65 Jahren.

## Sehenswürdigkeiten

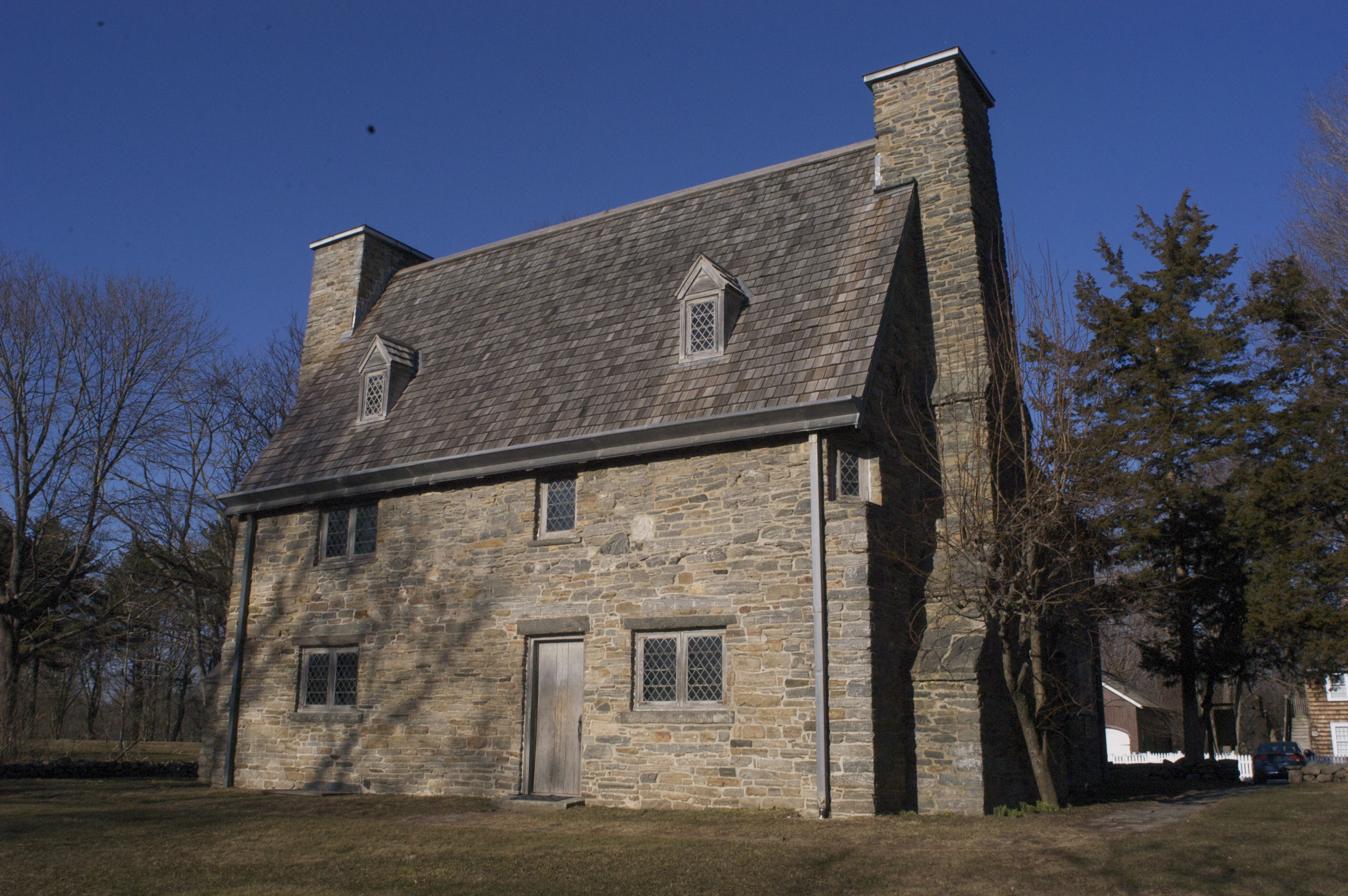
Henry Whitfield House in Guilford (2009). Dieses Haus entstand im Jahr 1639 und gilt als ältestes erhaltenes Steinhaus in Neuengland. Im September 1997 erhielt das Gebäude den Status eines National Historic Landmarks zuerkannt.

271 Bauwerke, Stätten und historische Bezirke (Historic Districts) im New Haven County sind im National Register of Historic Places („Nationales Verzeichnis historischer Orte“; NRHP) eingetragen (Stand 2. November 2022), darunter haben zehn Objekte den Status von National Historic Landmarks („Nationales historisches Wahrzeichen“). Neun dieser Wahrzeichen liegen in der Stadt New Haven.

## Orte im New Haven County

### Cities
| - Ansonia - Derby - Meriden - Milford | - New Haven - Waterbury - West Haven |

### Towns
| - Beacon Falls - Bethany - Branford - Cheshire | - East Haven - Guilford - Hamden - Madison | - Middlebury - Naugatuck - North Branford - North Haven | - Orange - Oxford - Prospect - Seymour | - Southbury - Wallingford - Wolcott - Woodbridge |

### Weitere Orte
- Allingtown
- Augerville
- Bayview
- Berkshire Estates
- Bradleyville
- Brightview
- Brooksvale
- Bunker Hill
- Burnt Hill
- Cedar Beach
- Cedar Land
- Centerville
- City Point
- Clintonville
- Devon
- Double Beach
- East Derby
- East Farms
- East Mountain
- East River
- East Wallingford
- Fair Haven
- Fair Haven East
- Fair Lawn
- Fairmount
- Forest Heights
- Foxon
- Glen Ridge
- Heritage Village
- Hillcrest
- Hoadley Neck
- Honeypot Glen
- Hopeville
- Indian Neck
- Ives Corner
- Lakeside
- Lakewood
- Laurel Beach
- Leetes Island
- Long Hill
- Middle Beach
- Milford Lawns
- Millbrook
- Millville
- Mixville
- Momauguin
- Montowese
- Morningside
- Morris Cove
- Mount Carmel
- Myrtle Beach
- Naugatuck Gardens
- Naugatuck Junction
- North Guilford
- North Madison
- Northford
- Nut Plains
- Oakdale Manor
- Oronoke
- Overlook
- Paynes Corners
- Pine Bridge
- Pine Orchard
- Platts Mills
- Podunk
- Quaker Farms
- Quinnipiac
- Richards Corner
- Rivercliff
- Riverside
- Rockland
- Sachem Head
- Sea Bluff
- Seaview Beach
- Short Beach
- Silver Beach
- South Britain
- South End
- South Meriden
- Southford
- Spring Glen
- Stony Creek
- Straitsville
- Town Plot Hill
- Tracy
- Union City
- Walnut Beach
- Waterville
- West Cheshire
- West Shore
- West Side Hill
- Westview Heights
- Westville
- Whitneyville
- Wildermere Beach
- Woodmont
- Woodtick
- Yalesville